# Sarcophaga suffa
Sarcophaga suffa är en tvåvingeart som beskrevs av Thomas Pape 1996. Sarcophaga suffa ingår i släktet Sarcophaga och familjen köttflugor.
Artens utbredningsområde är Kenya. Inga underarter finns listade i Catalogue of Life.